# Про Верчеллі
Футбольний клуб «Про Верчеллі» (італ. Unione Sportiva Pro Vercelli Calcio) — італійський футбольний клуб з міста Верчеллі в провінції П’ємонт на півночі Італії. Виступає в італійській лізі (Серія C2).

## Досягнення
- Чемпіон Італії (7): 1908, 1909, 1911, 1912, 1913, 1921, 1922.
- Віце-чемпіон (1): 1910.